# Trattino-meno

Il trattino-meno (ultimo a destra) rispetto ai simboli più e meno

Il trattino-meno (in inglese hyphen-minus) è un carattere che si trova alla posizione 2DHEX nella codifica ASCII e negli standard che ne sono derivati. Viene usato come lineetta, segno meno e tratto d'unione. Questo fu un compromesso che aveva senso nelle prime macchine per scrivere a spaziatura fissa e nei primi computer ma viene considerato inelegante in una corretta scrittura del testo. Nonostante ciò il suo uso persiste in quanto facile da inserire tramite la tastiera, ben conosciuto e nella stessa posizione in tutti i più comuni set di caratteri.
La codifica informatica richiede il trattino-meno nei calcoli e per i numeri negativi.

## Descrizione
L'uso di un singolo carattere sia per il trattino che per il meno era un compromesso fatto nei primi giorni delle macchine da scrivere a larghezza fissa (carattere a spaziatura fissa) e dei display dei computer. Tuttavia, lo standard Unicode specifica caratteri distinti per i trattini, il segno meno e vari tipi di trattino, incluso il trattino Unicode con punto di codice U + 2010. L'utilizzo del trattino-meno persiste in molti contesti, tuttavia, come è noto, facile da inserire sulle tastiere nella stessa posizione in tutti i set di caratteri comuni. Secondo lo standard Unicode, il trattino U + 2010 è "preferito" rispetto al trattino meno, sebbene lo standard stesso utilizzi il trattino meno come carattere trattino.
Nei caratteri proporzionali il trattino-meno è solitamente la dimensione di un trattino Unicode, e più piccolo di un segno meno (che di solito ha la stessa larghezza di un segno più). Ciò si traduce in un aspetto poco attraente se combinato con i segni più. Anche molti programmi di videoscrittura permetteranno un ritorno a capo dopo un trattino-meno, a differenza del segno meno corretta che viene trattata come un simbolo matematico non è diverso (tipograficamente) da un qualsiasi numero unspaced o una lettera.

## Utilizzo

### Digitazione
Questo carattere viene digitato quando si desidera un trattino, un segno meno o un trattino (come in "volo Boston-Londra"). Basandosi sulle vecchie convenzioni delle macchine da scrivere, è comune usare una coppia -- per rappresentare un trattino lungo, e alcuni programmi di videoscrittura convertono automaticamente questa coppia in un trattino lungo. Il carattere può anche essere digitato più volte per simulare una linea orizzontale (sebbene sulla maggior parte delle macchine da scrivere la digitazione ripetuta del trattino basso produrrà una linea più morbida). L'alternanza del trattino meno con gli spazi produce una linea "tratteggiata" per indicare dove la carta deve essere tagliata. Il barrato eccessivo su una sezione di testo con questi viene utilizzato per barrare.

### Linguaggi di programmazione
La maggior parte dei linguaggi di programmazione utilizza il trattino meno per indicare la sottrazione e la negazione. Non è quasi mai usato per indicare un intervallo, a causa dell'ambiguità con la sottrazione. In genere altri caratteri, come Unicode U + 2212 - MINUS SIGN non vengono riconosciuti.
In alcuni linguaggi di programmazione -- segna l'inizio di un commento. Allo stesso modo, può occasionalmente avviare il blocco della firma. YAML utilizza un triplo trattino --- per terminare una sezione.

### Riga di comando
Il carattere viene spesso utilizzato quando si specificano le opzioni della riga di comando, una convenzione iniziata principalmente da Unix. Le opzioni potrebbero essere -x o -y; un utente può specificare entrambi utilizzando -xy. Diverse implementazioni della funzione getopt consentono a due trattini meno di specificare nomi di opzioni "lunghi" come--description, che sono molto più facili da leggere mentre sono molto più difficili da memorizzare e scrivere (il software recente non si preoccupa del numero di trattini meno e non consente combinazioni di opzioni di una sola lettera o richiede all'utente di riorganizzarle in modo non corrisponde a un'opzione lunga). Un doppio trattino meno da solo (seguito da uno spazio) indica che non ci sono più opzioni, il che è utile quando è necessario specificare un nome di file che inizia con un trattino-meno. Un'opzione di un trattino meno (seguito da uno spazio) può essere riconosciuta al posto del nome di un file e indica che stdin deve essere letto.